# Вулиця Авіаційна (Львів)
Ву́лиця Авіаці́йна — вулиця в Залізничному районі міста Львова, у місцевості Скнилівок. Пролягає вздовж залізниці від вулиці Городоцької до межі міста.

## Історія та забудова
Вулиця отримала сучасну назву у 1958 році через близькість до військового та цивільного летовищ, а також до львівського авіаційно-ремонтного заводу.
Забудована будівлями промислового призначення.

### Будівлі
№ 1 — територія колишньої військової частини. Нині частину гаражних боксів колишньої автомобільної служби займає львівське комунальне АТП № 1. Приміщення штабу, клубу, медпункту та так званого «генеральського» («гостьового») будинку реконструйовано під житлові будинки для військових.
№ 2, 2а — комплекс будівель залізничої станції «Скнилів».
№ 3 — комплекс будівель ТОВ «Львівський державний авіаційно-ремонтний завод», включно з готелем «Політ».
№ 3а, 3б, 3в — житлові будинки (колишні гуртожитки) ТОВ «Львівський державний авіаційно-ремонтний завод».

## Транспорт
У липні 1953 року розпочалося будівництво другої тролейбусної лінії до Льотного поля, а до 7 листопада 1960 року було збудовано продовження тролейбусної лінії від Льотного поля до станції Скнилів. На цій лінії почали курсувати тролейбуси нового маршруту № 7 «пл. Кропивницького — ст. Скнилів».
До середини липня 2015 року через незадовільний стан дорожнього покриття по вул. Авіаційній тролейбус № 7 курсував лише до зупинки «Льотне поле». 24 липня 2015 року розпочався ремонт ділянки дороги на вул. Авіаційній — від вул. Городоцької до Львівського Державний авіаційно-ремонтного заводу, а на початку вересня його закінчено та рух тролейбуса № 7 до ст. Скнилів було відновлено.
10-11 листопада 2015 року ремонтували колії в межах переїзду з подальшим асфальтуванням залізничного переїзду на вул. Авіаційній.
Від 1 липня 2019 року змінилася нумерація тролейбусних маршрутів у Львові. Згідно цих змін, колишній тролейбусний маршрут № 7 став № 27.
По вул. Авіаційній курсує приміський автобус № 199 сполученням: «Залізничний вокзал — с. Скнилів» та біля станції Скнилів розташована кінцева зупинка маршрутного таксі № 27 сполученням: «Автостанція № 6 — ст. Скнилів».
Вартість проїзду в маршрутному таксі № 27 та тролейбусному маршруті № 27, вартість повного проїзду складає 25 гривень (за умови оплати карткою «Леокарт» — 13 гривень або ж банківською картою — 15 гривень), а пільгового — 12,5 гривень. У приміському автобусі № 199 вартість проїзду також складає 25 гривень.

## Сакральні споруди

Каплиця всіх Святих українського народу

- Каплиця всіх Святих українського народу була споруджена у 2003 році при вході на територію Скнилівського летовища з боку вул. Авіаційної в пам'ять жертв трагедії 27 липня 2002 року. Автор проекту — Ігор Подоляк, внутрішнє оздоблення — Маркіяна та Юрія Миськівих. Біля каплиці встановлено 77 каменів, що символізують кількість жертв Скнилівської трагедії.